# Farkasudvar
Farkasudvar (1899-ig Farkas-Dovorán, szlovákul Dvorany nad Nitrou) község Szlovákiában, a Nyitrai kerület Nagytapolcsányi járásában.

## Fekvése
Nagytapolcsánytól 8 km-re délnyugatra, a Nyitra folyó jobb partján fekszik. Nyitraludánnyal összeépült.

## Története
A régészeti leletek tanúsága szerint már a hallstatti kultúra időszakában, majd a római korban és a korai szláv korszakban is éltek itt emberek.
A települést 1285-ben "Doran" alakban említik először. 1416-ban Farkas-Dovorán néven említik. Kezdetben a Gabajski család birtoka, majd 1416-tól a Ludányiaké, később a Berényi, Forgách, Zay családoké és másoké. 1663-ban a török elpusztította. 1715-ben szőlőskertje és 13 háztartása volt. 1753-ban 44 adózó családja lakta. 1787-ben 40 házában 324 lakos élt. 1828-ban 41 háza és 284 lakosa volt. Lakói főként mezőgazdasággal foglalkoztak.
Vályi András szerint "DOVORÁN. Falkas Dovorán. Tót falu Nyitra Vármegyében, földes Ura Gróf Berényi Uraság, lakosai katolikusok, fekszik Alsó Ladánynak szomszédságában, Tapoltsántól mintegy kis mértföldnyire, határja középszerű, fája elég, legelője hasznos, második Osztálybéli."
Fényes Elek szerint "Farkas-Dovorán, Nyitra m. tót falu, a Nyitra vizéhez közel: 291 kath., 6 zsidó lak., jó szántóföldekkel, szőlőhegygyel, és sok gyümölcscsel. F. u. többen. Ut. p. N. Tapolcsán."
A trianoni békeszerződésig Nyitra vármegye Nagytapolcsányi járásához tartozott. A háború után lakói főként a közeli nagybirtokokon dolgoztak.

## Népessége
| Év:            | 1994. | 2004.    | 2014.   | 2024.   |
| -------------- | ----- | -------- | ------- | ------- |
| Emberek száma: | 683   | 775      | 761     | 814     |
| Eltérés:       |       | +13,46 % | -1,80 % | +6,96 % |

| Év:            | 2023. | 2024.   |
| -------------- | ----- | ------- |
| Emberek száma: | 810   | 814     |
| Eltérés:       |       | +0,49 % |

1910-ben 421, túlnyomórészt szlovák anyanyelvű lakosa volt.
2001-ben 732 lakosából 710 szlovák volt.
2011-ben 754 lakosából 753 szlovák volt.

## Nevezetességei

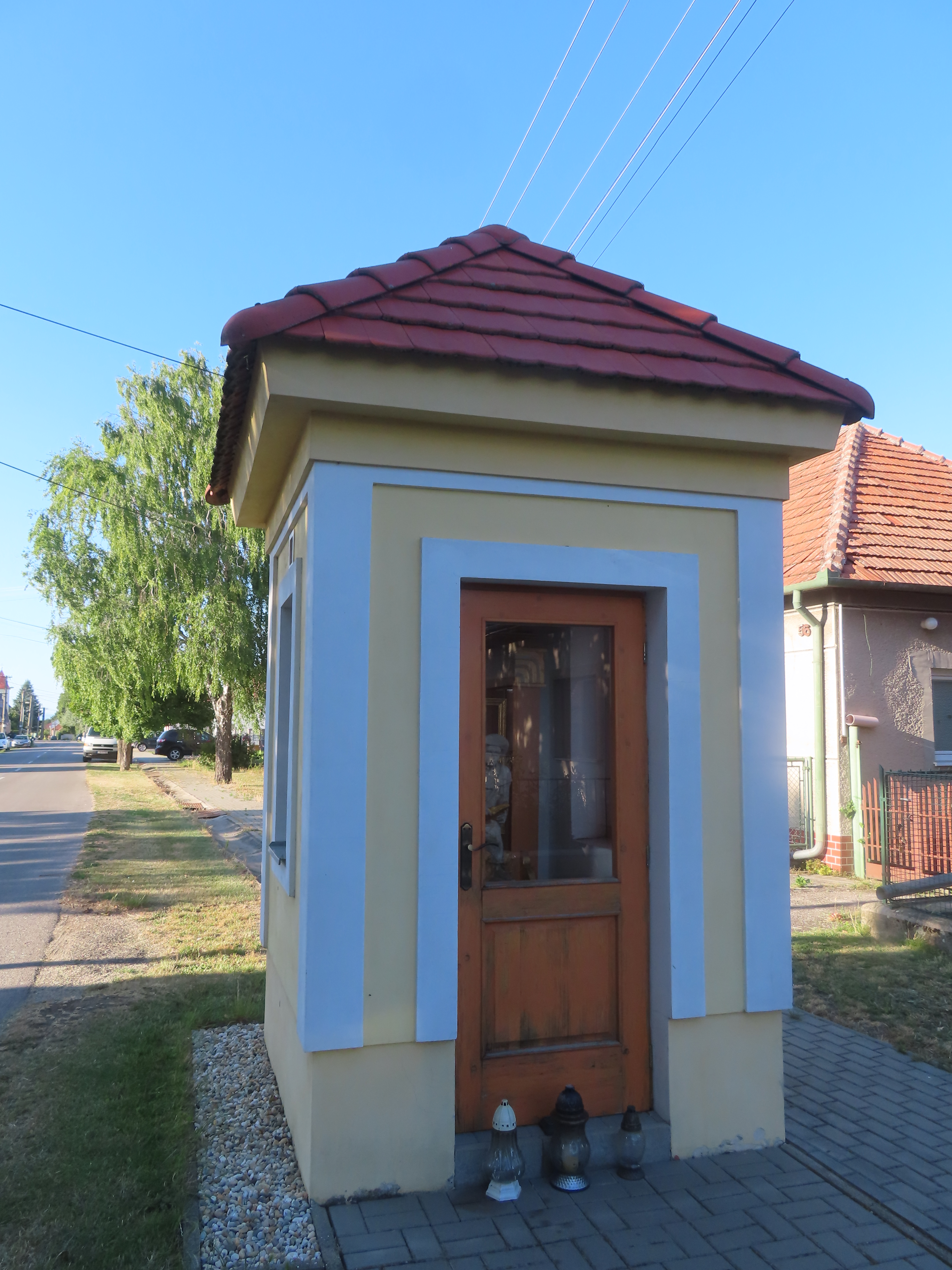
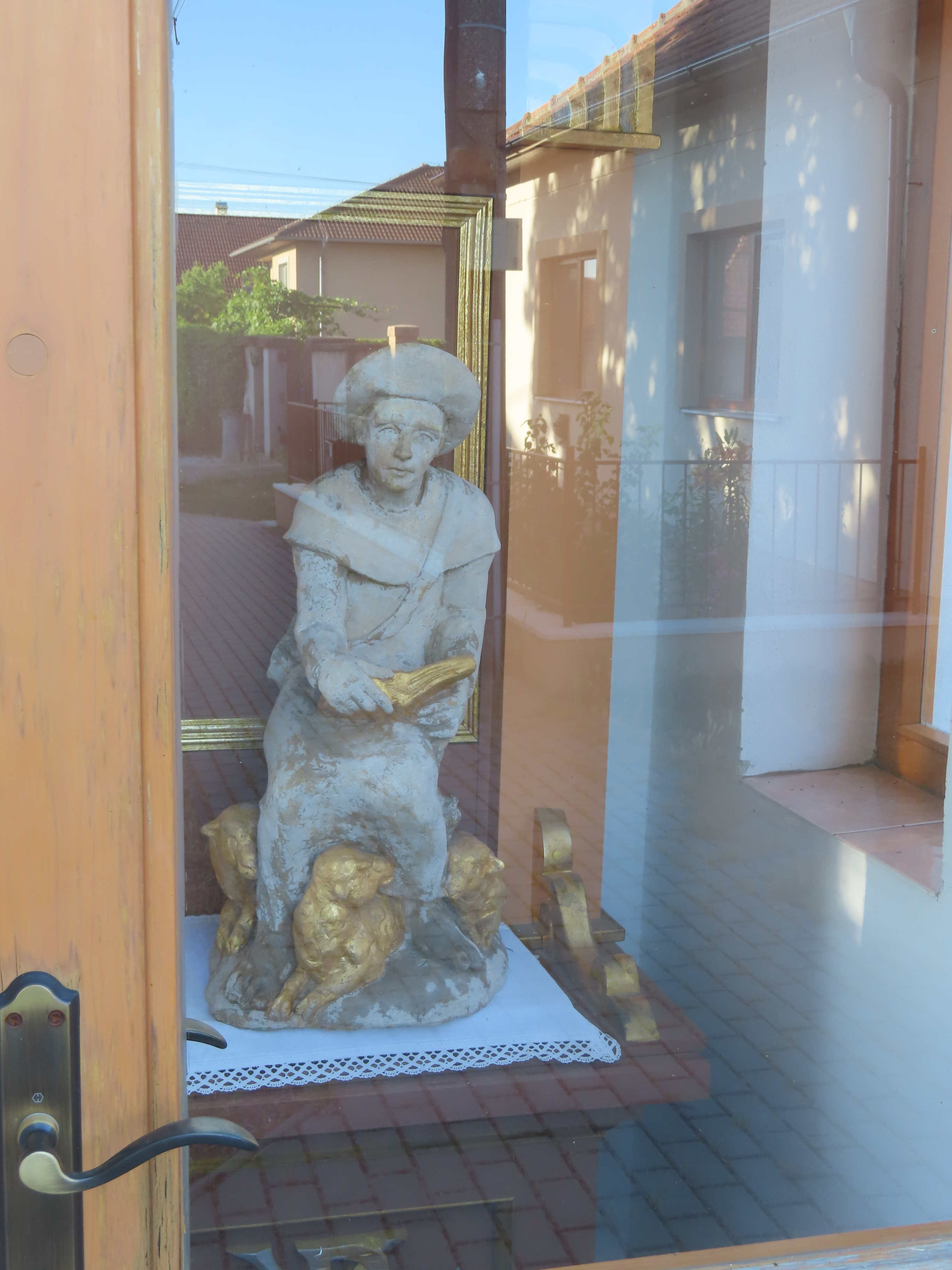

- Szent Vendel tiszteletére szentelt kápolnája 1768-ban épült.

## Külső hivatkozások
- Községinfó
- Farkasudvar Szlovákia térképén
- E-obce.sk